# Museo della Boemia orientale
Il museo della Boemia orientale (in ceco Muzeum východních Čech) è un museo e un punto di riferimento storico a Hradec Králové, in Repubblica Ceca. È stato progettato da Jan Kotěra, un importante architetto ceco dell'inizio del XX secolo.
Il museo della Boemia orientale fu costruito nel 1909-1912. Il design iniziale di Kotěra, presentato nel 1907, fu criticato per la sua decorazione esagerata e il design lussuoso. Inoltre, la città non aveva fondi sufficienti per un design così grandioso. Di conseguenza, Kotěra creò un nuovo progetto che fu completato nel 1908.

## Architettura
Il museo è modellato su un tempio classico. "...La pianta del terreno [è] sotto forma di una croce latina, [con una] navata poligonale, una cupola sopra l'incrocio, [e] un ingresso laterale monumentale..." Per quanto riguarda la decorazione, l'ingresso è decorato da due sculture accanto alla porta d'ingresso. Si dice che queste figure femminili siano un'allegoria di Storia e Industria. Questi due sono accompagnati da una terza figura fatta di bronzo. Questa figura dovrebbe essere un giovane František Ulrich, che divenne sindaco di Hradec Králové all'età di 36 anni. I visitatori possono vedere i mobili nell'ufficio del direttore, una biblioteca, posti a sedere realizzati da Thonet Company e rivestimenti in legno nella sala conferenze, illuminazione e una fontana di fronte all'ingresso principale del museo. Gli interni del museo sono progettati in stile funzionalista.
La costruzione del Museo della Boemia orientale è stata attesa con sentimenti contrastanti da parte di tutto il pubblico. Kotěra era conosciuto come un architetto giovane e progressista, e confermò questa affermazione nelle sue opere. Il design asimmetrico dell'edificio fu respinto dall'insegnante di Kotěra, Otto Wagner, ma Kotěra prevalse.
Nel 1995 l'edificio è stato dichiarato monumento culturale nazionale. È stato ampiamente ricostruito nel 1999-2002.